# Sent Bausilha de la Ròcha
Sent Bausilha de la Ròcha (en francès Saint-Bazile-de-la-Roche) és un municipi francès situat al departament de la Corresa i a la regió de la Nova Aquitània.

## Demografia
| 1962                                       | 1968 | 1975 | 1982 | 1990 | 1999 | 2007 |
| ------------------------------------------ | ---- | ---- | ---- | ---- | ---- | ---- |
| 137                                        | 182  | 196  | 177  | 175  | 151  | 163  |
| Des de 1962: població sense dobles comptes |      |      |      |      |      |      |

## Administració
| Període   | Identitat          | Partit |
| --------- | ------------------ | ------ |
| 2001-2008 | Fernande Chassaing |        |
| 2008-     | Éloïc Modard       |        |